# Chu kỳ giao hội

Khác biệt giữa ngày thiên văn và ngày mặt trời

Chu kỳ giao hội là khoảng thời gian mà một thiên thể cần để xuất hiện lại tại cùng một vị trí trên bầu trời so với vị trí của Mặt Trời khi quan sát từ Trái Đất. Đây chính là khoảng thời gian giữa hai lần giao hội (hoặc xung đối) liên tiếp của thiên thể với Mặt Trời và là chu kỳ quỹ đạo biểu kiến của thiên thể khi quan sát từ Trái Đất. Sở dĩ chu kỳ giao hội khác chu kỳ theo sao (chu kỳ quỹ đạo thật sự) là vì Trái Đất quay xung quanh Mặt Trời.

## Các hành tinh
Đối với các hành tinh trong (ở gần Mặt Trời hơn Trái Đất), chu kỳ giao hội là khoảng thời gian giữa hai lần giao hội dưới (hoặc giao hội trên) liên tiếp với Mặt Trời.
Đối với các hành tinh ngoài (ở xa Mặt Trời hơn Trái Đất), chu kỳ giao hội là khoảng thời gian giữa hai lần giao hội (hoặc xung đối) liên tiếp với Mặt Trời.
Chu kỳ giao hội của các hành tinh trong Hệ Mặt Trời là (tính bằng ngày Trái Đất hoặc năm Trái Đất):
- Sao Thủy: 115,88 ngày hay 0,317 năm
- Sao Kim: 583,92 ngày hay 1,599 năm
- Sao Hỏa: 779,94 ngày hay 2,135 năm
- Sao Mộc: 398,88 ngày hay 1,092 năm
- Sao Thổ: 378,09 ngày hay 1,035 năm
- Sao Thiên Vương: 369,66 ngày hay 1,012 năm
- Sao Hải Vương: 367,49 ngày hay 1,006 năm
- Sao Diêm Vương: 366,74 ngày hay 1,004 năm

## Quan hệ giữa chu kỳ theo sao và chu kỳ giao hội
Nicolaus Copernicus đã đề xuất công thức toán để tính chu kỳ theo sao của một hành tinh theo chu kỳ giao hội của nó.
Nếu gọi:
- E = chu kỳ theo sao của Trái Đất (còn gọi là năm sao)
- P = chu kỳ theo sao của một hành tinh khác
- S = chu kỳ giao hội của một hành tinh đó (nhìn từ Trái Đất)

Trong khoảng  thời gian S, Trái Đất di chuyển được một góc (360°/E)×S (giả định quỹ đạo Trái Đất hình tròn), còn hành tinh đang xét di chuyển được một góc (360°/P)×S.
Trong trường hợp của hành tinh trong, hành tinh này sẽ quay được hơn một vòng quỹ đạo trước khi nó và Trái Đất lại có cùng tương quan vị trí so với Mặt Trời. Do đó ta có:
{\displaystyle {\frac {S}{P}}360^{\circ }={\frac {S}{E}}360^{\circ }+360^{\circ }}
Sau khi biến đổi ta được kết quả:
{\displaystyle P={\frac {1}{{\frac {1}{E}}+{\frac {1}{S}}}}}
Đối với hành tinh ngoài với suy luận tương tự ta thu được kết quả:
{\displaystyle P={\frac {1}{{\frac {1}{E}}-{\frac {1}{S}}}}}
Công thức trên sẽ trở nên dễ hiểu nếu xem xét các vận tốc góc của Trái Đất và hành tinh: vận tốc góc biểu kiến của hành tinh bằng vận tốc góc thực (theo sao) của nó trừ đi vận tốc góc của Trái Đất và chu kỳ giao hội của nó sẽ là một vòng quỹ đạo chia cho vận tốc góc biểu kiến đó.